# Ethel Granger
Ethel M. Granger (Cambridgeshire, 12 aprile 1905 – Peterborough, tra gennaio e marzo 1982) è stata una delle più importanti pioniere nello sviluppo delle contemporanee modificazioni corporee e del piercing britannica.
La Granger è riconosciuta come la donna dalla vita più stretta al mondo, record documentato che l'ha fatta entrare nel Guinness dei primati nel 1939 con una circonferenza di soli 13" (33 cm), record tuttora imbattuto. È la prima donna con numerosi piercing documentata nella storia, di cui è considerata una delle più importanti pioniere. È inoltre considerata un'icona di stile fetish.

## Biografia
Ethel era una ragazza semplice e poco appariscente, che indossava gli abiti informali degli anni venti, quando incontrò l'astronomo William "Will" Arnold Granger (1º luglio 1904 - 4 marzo 1974), che sposò nel 1928. Il matrimonio produsse una figlia, Wilhelmina Granger (1930-2001). 
Ethel, che viveva con il marito a Peterborough, cominciò dalla metà degli anni trenta a modificare il proprio corpo dopo il matrimonio, su incoraggiamento del marito, indossando un corsetto, che portava anche durante la notte, così da ridurre il proprio giro vita, restringendo la vita da 26" (66 cm) a 16" (40 cm) e proseguendo fino ad arrivare alla circonferenza di 13" (33 cm), che la portò a venire inclusa nel 1939 nel Guinness Book of World Records, segnando un record tuttora imbattuto. Oltre a questo iniziò a indossare anche scarpe con il tacco molto alto.
Il feticismo del marito la portò a iniziare a farsi praticare da questi alcuni piercing, che lei esibiva in pubblico, in un periodo in questa pratica risultava molto inusuale ed eccentrica. A Ethel non importava che queste pratiche richiamassero l'attenzione altrui né provocassero del dolore, cosa che sopportava per l'amore che provava per il marito. 
Iniziò infatti praticando molteplici piercing nelle orecchie e al setto nasale. Successivamente praticò dei fori anche nelle narici, ma inizialmente non indossava gioielli in questi fori nel naso quando i due uscivano in pubblico, se non la sera e nei loro viaggi in motocicletta. In seguito cominciò a indossarli in modo più frequente, scoprendo che la maggior parte delle persone non ci faceva caso, così prese a indossare due larghi anelli o due barrette nelle narici e un anello d'oro più piccolo nel setto nasale.
Successivamente Will Granger praticò anche dei fori nei capezzoli della moglie, inserendovi degli anelli di 0,25" (circa mezzo centimetro) di spessore, allargando in seguito i fori fino a permetterle di inserire degli anelli da 2,5" (circa 6 cm) di diametro e 0,3" (circa 0,7 cm) di spessore, che indossava costantemente ed erano visibili anche sotto gli abiti.

## Omaggi
Nel settembre 2011 l'edizione italiana della rivista di moda Vogue ha dedicato a Ethel Granger la sua uscita, con un articolo firmato da Costantino della Gherardesca, che afferma che "sarebbe riduttivo considerare la vicenda di Ethel e William Granger semplicemente come il risultato dei desideri sadici di un marito dalle esigenze sessuali morbose e che voleva rendere storpia sua moglie: si tratta di una coppia che desiderava esprimersi, e che aveva abbracciato una sottocultura fetish che in quel periodo, alla fine degli anni '20 e negli anni '30 e '40, aveva come punto di riferimento riviste quali London Life". Nell'agosto precedente le era stato dedicato un servizio fotografico con protagonista Stella Tennant, fotografata in bianco e nero da Steven Meisel, intitolato Avant-garde, in cu la modella indossa abiti di Fendi, Alberta Ferretti, Bottega Veneta, Nina Ricci e Céline, imitando lo stile proprio della Granger così come appare nelle foto d'epoca. Un altro articolo, intitolato Wasp waist, le viene dedicato sempre in settembre.
- Nel 2019 la Association of Professional Piercers e l'US Body Piercing Archive ha allestito la mostra Mr. Sebastian and the European Piercing Underground per essere presentata alla conferenza di Las Vegas nel 2020. La mostra mette in risalto le figure dei pionieri del piercing Horst Streckenbach e Ethel Granger. Tra gli intervenuti vi sono stati Jeremy Castle dell'archivio di Mr Sebastian; lo storico dell'arte dello Institute of German Tattoo History Manfred Kohrs, i cui studi sono incentrati sulla body art europea; Jim Ward.[16]